# La Barre-en-Ouche
La Barre-en-Ouche ist eine Ortschaft und eine Commune déléguée in der französischen Gemeinde Mesnil-en-Ouche mit 837 Einwohnern (Stand 1. Januar 2022) im Département Eure in der Region Normandie (vor 2016 Haute-Normandie). 
Mit Wirkung vom 1. Januar 2016 wurden sechzehn zuvor selbstständige Gemeinden aus dem ehemaligen Kanton Beaumesnil zu einer Commune nouvelle mit dem Namen Mesnil-en-Ouche zusammengelegt. Es waren dies: Ajou, La Barre-en-Ouche, Beaumesnil, Bosc-Renoult-en-Ouche, Épinay, Gisay-la-Coudre, Gouttières, Granchain, Jonquerets-de-Livet, Landepéreuse, La Roussière, Saint-Aubin-des-Hayes, Saint-Aubin-le-Guichard, Sainte-Marguerite-en-Ouche, Saint-Pierre-du-Mesnil und Thevray. Die Gemeinde La Barre-en-Ouche gehörte zum Arrondissement Bernay und zum Kanton Bernay. 

## Geografie
La Barre-en-Ouche liegt in Nordfrankreich in der Landschaft Pays d’Ouche am Südwestrand des Départements Eure.

### Bevölkerungsentwicklung
| Jahr                       | 1962 | 1968 | 1975 | 1982 | 1990 | 1999 | 2006 | 2013 |
| Einwohner                  | 796  | 829  | 749  | 824  | 713  | 791  | 893  | 928  |
| Quellen: Cassini und INSEE |      |      |      |      |      |      |      |      |

## Kultur und Sehenswürdigkeiten
- Kirche Saint-André
- Herrenhaus Le Bois-Baril aus dem 16./17. Jahrhundert, seit 1939 Monument historique

## Persönlichkeiten
- Jacques Daviel (1693–1762), Chirurg